# Вулворт, Фрэнк Уинфилд
Фрэнк Уинфилд Вулворт (англ. Frank Winfield Woolworth; 1852—1919) — американский предприниматель, создатель крупнейшей розничной сети начала XX века. В магазинах Woolworth впервые стали применяться ценники, свободная для покупателя выкладка товаров, скидки на отдельные товарные категории и другие нововведения, сформировавшие в итоге такие формы торговли как супермаркеты и дискаунтеры.

## Биография
Родился 13 апреля 1852 года в городе Родман, США.
Молодой Фрэнк Вулворт работал продавцом в магазине. Но был юн, застенчив, заикался – и работодатель посчитал, что польза от такого работника невелика. Вполне логично, что Фрэнка просто решили уволить. Спасти от безработицы юношу могло только чудо: хозяин пообещал ничего не предпринимать, если за одну смену горе-продавец сможет наторговать дневную выручку магазина.  Отчаявшись, Фрэнк решился на нечто, доселе невиданное. Дело в том, что чуть более ста лет назад ценников в магазине не было: продавец должен был «на глаз» оценивать платёжеспособность покупателя и в соответствии с тем, что подсказывала ему интуиция, называть цену.  Вулворт пошёл по другому пути. Он приклеил на каждый товар бумажку с минимальной ценой, а над стойкой с лежалым товаром написал «Всё по 5 центов!». Фрэнк наторговал на 6 дневных выручек магазинчика, а потом уволился и открыл свой собственный. 
Уже больной, Вулворт пережил две драмы: в 1916 году умерла его дочь, а двумя годами позже лишилась рассудка жена — англ. Jennie Creighton (1876—1924). Сам Вулворт скончался 8 апреля 1919 года.

## Интересный факт
24 апреля 1913 года президент США Вудро Вильсон торжественно открыл Вулворт-билдинг, который обошёлся своему хозяину в четырнадцать миллионов долларов. В этом грандиозном, высотой в 238 метров, здании размещались офисы более четырех тысяч самых солидных американских фирм. «Дом Вулворта» и поныне остаётся одной из главных достопримечательностей Нью-Йорка.